# Joseph Longworth

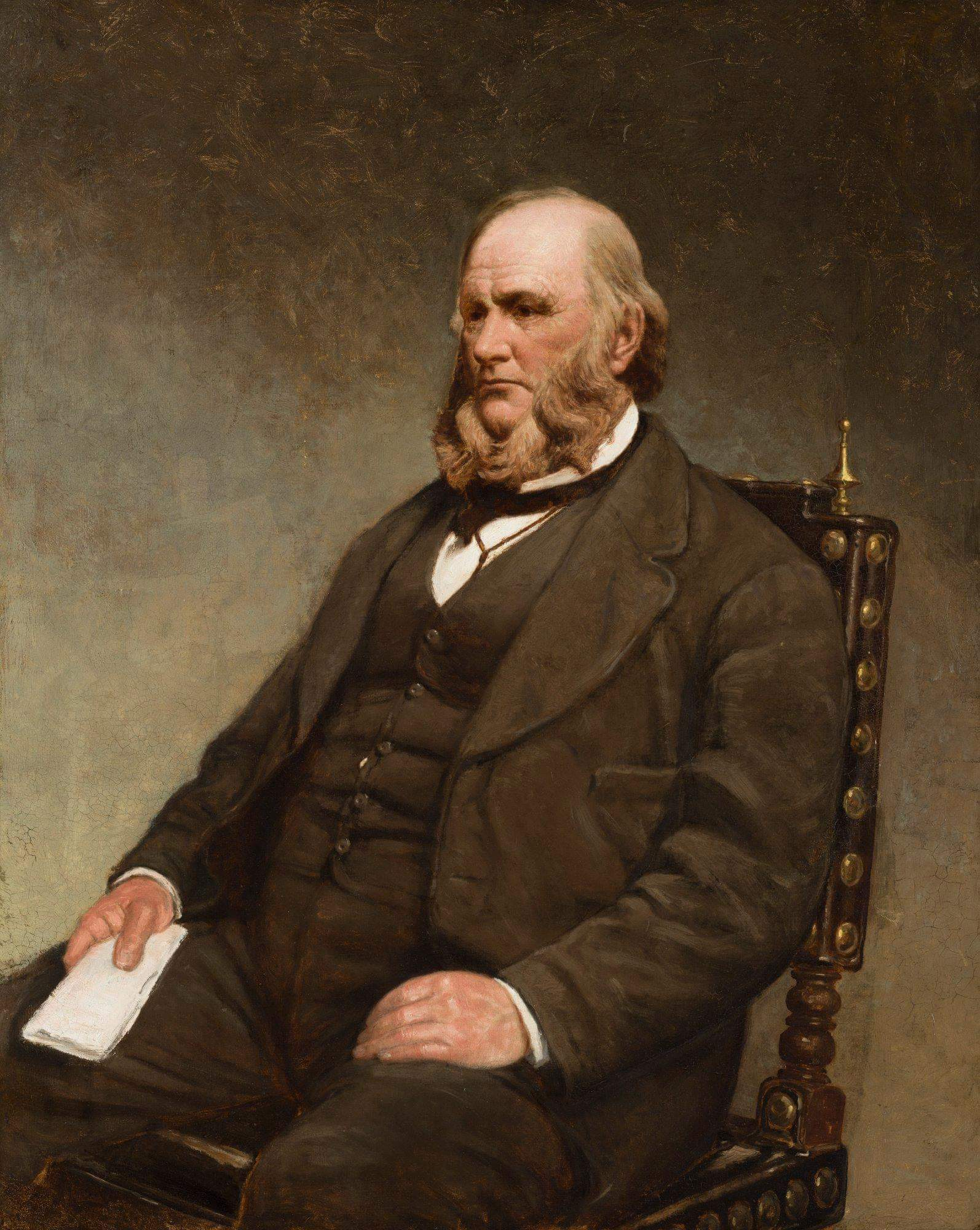
Joseph Longworth, posthumes Bildnis von Thomas Satterwhite Noble (1884)

Joseph Longworth (* 2. Oktober 1813 in Cincinnati, Hamilton County, Ohio; † 29. Dezember 1883 ebenda) war ein US-amerikanischer Rechtsanwalt, Großgrundbesitzer, Kunstsammler und Mäzen.

## Leben
Longworth war der einzige Sohn des vermögenden Immobilienkaufmanns und Winzers Nicholas Longworth und dessen Ehefrau Susanna Howell (1786–1865). Er wuchs in Cincinnati auf und erhielt eine Erziehung in Yale. Anschließend studierte er Jura in seiner Vaterstadt. Als Mitglied der Rechtsanwaltskammer führt er den Titel Esquire. Allerdings übte er den Beruf eines Rechtsanwalts kaum aus, sondern widmete sich der Verwaltung des großen Familienvermögens, das sein Vater vor allem durch erfolgreiche Immobiliengeschäfte aufgebaut hatte.
Am 13. Mai 1841 heiratete er Anna „Annie“ Maria Rives (* 10. Oktober 1822; † 31. Januar 1862), die Tochter von Landon Cabell Rives (1790–1870) und Anna Maria Towles (1795–1843). Das Paar hatte drei Kinder, darunter den Richter und Kunstförderer Nicholas Longworth II. (1844–1890) sowie die Tochter Maria Longworth Storer (1849–1932), die Gründerin der Rookwood Pottery. Bis 1848 lebte die Familie in dem väterlichen Anwesen Belmont, ehe sie als Familiensitz die neuerbaute Villa Rookwood bezog, benannt nach Saatkrähen („rooks“), welche dort vorher verbreitet gewesen waren.
Bedeutung erlangte Longworth vor allem als Mäzen und Kunstsammler. Wie sein Vater war er Mitglied der Western Art-Union. An die Stadt Cincinnati verkaufte er Grundstücke aus den Weinbergen, die seine Familie besaß, damit sie auf den Walnut Hills und dem Mount Adams den öffentlichen Eden Park anlegen konnte. Außerdem unterstützte er die 1869 gegründete McMicken School of Design finanziell, aus der später die Art Academy of Cincinnati hervorging. Ferner schenkte er das Grundstück zur Errichtung dieser Kunstakademie und des Cincinnati Art Museums, dessen erster Präsident er wurde. 1880 erwarb er von Otto Lessing den kompletten künstlerischen Nachlass des von ihm verehrten deutschen Malers Carl Friedrich Lessing, eines Hauptvertreters der Düsseldorfer Malerschule, den er auf einer Europareise, die Longworth 1857 mit seiner Familie unternommen hatte, auch persönlich in Düsseldorf kennengelernt hatte. Werke der Düsseldorfer Schule, insbesondere Landschaften von Andreas Achenbach und Lessing, sammelte er seit Jahren über seinen Unterhändler Worthington Whittredge, welcher in Düsseldorf studiert hatte. Seine beachtliche Sammlung, ein fast 1000 Stücke umfassendes Konvolut, vermachte er 1882 dem Cincinnati Art Museum. In seiner Privatsammlung waren außer Gemälden von Lessing und Achenbach Bilder von Luigi Chialiva, Nicaise de Keyser, Hans Fredrik Gude, Ludwig Knaus, Barend Cornelis Koekkoek, Jusepe de Ribera und Wilhelm Riefstahl vertreten.
Posthum wurde er um 1884 von dem Maler Thomas Satterwhite Noble porträtiert.